# 张旋宇
张旋宇（1963年10月—），山东枣庄人，汉族，中国共产党党员。中华人民共和国政治人物。
2017年，被选为山东省聊城市政协主席。